# Vuitanta-quatre
El vuitanta-quatre o huitanta-quatre és un nombre natural que segueix el vuitanta-tres i precedeix el vuitanta-cinc. S'escriu 84 o LXXXIV segons el sistema de numeració emprat.

## En altres dominis
- És el nombre atòmic del poloni.
- Designa l'any 84 i el 84 aC
- És el codi telefònic internacional del Vietnam.